# Тріщина (медицина)
Тріщина, або рагада (від давньогрецького ῥαγάδα rhagáda, «сльоза», також тріщина) — рівний, глибокий розрив шкіри, який поширюється на дерму. Може бути дуже болючою. Це патологічна зміна шкіри.

## Причини
Причинами розвитку рагади можуть бути:
  •Ушкодження
  •Висихання
  •Переохолодження
  •Захворювання шкіри (наприклад, нейродерміт)
  •Знижена пружність шкіри
  •Гіпервітаміноз А
  •Гіперкератоз (кератинізація шкіри)
Місцем, де вони виникають, часто є губи, куточки рота (див. Запалення ротової порожнини) або підошви ніг. Розпадина може розвинутися між окремими пальцями ніг, у місці з’єднання зовнішнього вуха (спіраль [верх], мочка [низ]) із головою, у суглобовій згортці або в ділянці відхідника.